# Julius Bomholt
Laurits Julius Bomholt född den11 juni 1896 i Alderslyst, död den 2 januari 1969 i Esbjerg) var  dansk politiker för Socialdemokratiet. Han var medlem av Folketinget åren 1929-68 och var undervisningsminister 1950 och 1953, socialminister 1957 och landets förste minister for kulturelle anliggender 1961 i Regeringen Viggo Kampmann II. Julius Bomholt var upphovsmannen till Statens Kunstfond och  Folketingets formand (talman) 1964-1968.